# Undertow (Band)
Undertow ist eine 1993 gegründete deutsche Groove-Metal-Band aus Heidenheim.

## Geschichte
Undertow gründeten sich 1993 aus dem Wunsch heraus auch selbst aktiv Musik zu machen und die Szene nicht nur passiv zu verfolgen. Ursprünglich war ein zweiter Gitarrist in der Band, der aber noch vor dem ersten Auftritt die Band verließ. Seit jeher charakteristisch sind die straighten Songs, die weitestgehend ohne Gitarrensoli auskommen, oft melancholisch, meist melodisch und eingängig-groovig sind.
Ein Jahr nach Bandgründung folgten die ersten Liveauftritte und ein erstes Demoband. Das erste Album der Band erschien 1997 noch in Eigenregie unter dem Titel Slope. Das Plattenlabel Sub Zero Records wurde daraufhin auf die Band aufmerksam und zusammen veröffentlichten sie zwei Jahre später Harm on E. Kurz nach der Aufnahme trennte sich die Band von Drummer Christoph Eberhard und ersetzte ihn durch Oliver Rieger.
Nach dem Wechsel zu Silverdust Records erschien 2002 das Album Unit E und schon ein Jahr später 34CE (Threeforce).
Im Dezember 2003 verkündete Oliver Rieger seinen Ausstieg aus der Band für Mitte 2004 aus familiären Gründen.
Nach insgesamt über 250 Live-Auftritten und mehreren Deutschland-/Europatouren (unter anderem mit Crowbar, Pist.On, End of Green, Pro-Pain) veröffentlichten Undertow 2006 mit dem neuen Drummer Rainer Pflanz ihr Album Milgram.
Nach der Tour zum Don’t Pray to the Ashes-Album verließ Rainer Pflanz die Band und wurde durch den wiedergekehrten Oliver Rieger ersetzt. Seit Ende 2012 arbeitet die Band mit einem zweiten Gitarristen.
2013 kam dann das Album In Deepest Silence über Supreme Chaos Records auf den Markt. In den darauffolgenden Jahren wurden zahlreiche Konzerte und Festivalauftritte absolviert, darunter eine Deutschlandtour mit End Of Green und mehrere Konzerte bei der Harmful Abschiedstour.
Im Herbst 2016 wurde im Studio 141 in Schwäbisch Hall unter der Produktionsleitung von Roger Grüninger das Album Reap The Storm eingespielt. Bassist Thomas Jentsch verkündete währenddessen seinen Ausstieg, was zu einer mehrmonatigen Unterbrechung der Aufnahmen führte. Neuer Bassist wurde Andreas Hund. Das Album erschien 2018.

## Diskografie
- Slope (1997, Eigenproduktion)
- Harm on E (1999, Sub Zero Records)
- unitE (2002, Silverdust Records)
- 34CE (Threeforce) (2003, Silverdust Records)
- Milgram (2006, Silverdust Records)
- Don’t Pray to the Ashes … (2010, Prevision Music / Supreme Chaos Records)
- In Deepest Silence (2013, Supreme Chaos Records)
- Reap the Storm (2018, El Puerto Records)
- Bipolar (2022, El Puerto Records)